# Ngawang Lobsang Thubten Jigme Gyatso
Thubten Jigme, voluit Ngawang Lobsang Thubten Jigme Gyatso (? - 28 maart 1819) was een Tibetaans tulku en politicus. Hij was de zevende demo rinpoche. Van 1811 tot 1819 was hij regent van Tibet. Het klooster van de demo rinpoches was Tengyeling in Lhasa.

## Levensloop
Voor zijn regentschap was Gyatso monnik in het Loseling-college van het Drepungklooster. In 1808 volgde hij de achtste Tatsag rinpoche, Tenpey Gonpö op na diens dood.
Thubten Jigme leed aan psychische stoornissen. In zijn tijd was er geen sprake van burgerlijke onrusten en waren de oogsten goed, waardoor zijn regentschap voorspoedig verliep. Bij de bevolking ging daarom het volgende gezegde rond: Als de Demo gek wordt, leeft het land in vrede.

## Isolatie van Tibet
De isolatie van Tibet van de buitenwereld, werd al onder het regentschap van zijn vorige demo-reïncarnatie, Jampäl Geleg Gyatso (1757-1777) waargenomen door de Britse Oost-Indische Compagnie, wat toen geweten werd aan de invloed van de Mantsjoes via het bureau van de ambans in Lhasa.
Tijdens het regentschap van Thubten Jigme nam de politieke invloed van de Mantsjoes in Tibet af. Niettemin nam de invloed via de Tibetaanse kloosterorganisaties toe. Chinezen in Tibetaanse kloosters overtuigden de monniken dat buitenlandse reizigers in Tibet een gevaar vormden voor de boeddhistische religie. Onder druk van de monniken van de drie grote kloosters Drepung, Sera en Ganden deed de regering van historisch Tibet instructies uit naar alle districtsbestuurders, dat ze moesten voorkomen dat buitenlanders Tibet binnenkwamen. Deze propaganda had een dergelijke invloed, dat jaren later nog geloofd werd dat men van het geloof zou vallen bij het eten van zoetigheid of gebruiken van zeep als ze geïmporteerd waren uit India.
Toen tijdens de oorlog van de Nepalese gurkha's met Brits-Indië deden de Nepalezen Tibet een verzoek om hulp. De regent zond hierop een brief naar de hoofden van de kloosters waarin hij ze opriep te bidden voor de Nepalezen. Hieruit zou kunnen worden opgemaakt dat de regent in die tijd meer sympathie koesterde voor de Nepalezen dan voor de Britten.

## Selectie van de tiende dalai lama
Na de voortijdige dood van de negende dalai lama leidde hij de zoektocht naar diens incarnatie. De Mantsjoes drongen erop aan dat het selectiesysteem via de Gouden urn zou worden toegepast. Er werden drie kandidaten naar Nethan gebracht, in de buurt van Lhasa, waar ze werden bezocht door de regent en de ministers van de kashag. Het kind uit Litang was het meestbelovend en werd geselecteerd als de nieuwe dalai lama. Hij kreeg later de naam Tsültrim Gyatso. Toen de ambans ervan hoorden, legden ze druk op de ouders van de beide andere kinderen dat ze aanspraak moesten maken op de procedure van de Gouden urn voor hun kind. Begin 1819, kort voor de inhuldiging overleed hij aan pokken.
Zijn opvolger voor de positie van regent was de tweede Tsemönling rinpoche, Ngawang Jampäl Tsültrim Gyatso uit het klooster Sera Me. Vanwege de sterke publieke opinie hadden de ouders van de beide andere kandidaten zich teruggetrokken en kreeg hij de vrijheid van de ambans om de inhuldiging van Tsültrim Gyatso door te laten gaan, onder de voorwaarde dat hij naar buiten toe zou verkondigen de procedure van de Gouden urn te hebben toegepast.